# Hjordkær Sogn
Hjordkær Sogn (dt. Jordkirch) ist ein Kirchspiel (dän.: Sogn) in Nordschleswig im südlichen Dänemark. Sie liegt 7 km westlich der Stadt Aabenraa (dt. Apenrade) und ist seit der Kommunalreform zum 1. Januar 2007 Teil der gleichnamigen Aabenraa Kommune in der Region Syddanmark. Bis 1970 gehörte das Kirchspiel zur Harde Rise Herred im damaligen Aabenraa-Sønderborg Amt, danach zur Rødekro Kommune in Sønderjyllands Amt.

## Gemeindegebiet
Hjordkær Sogn umfasst 33 km². Am 1. Januar 2023 wohnten hier 1966 Menschen, davon 1605 im Hauptort Hjordkær. Die kleine spätgotische Kirche im Norden von Hjordkær ist ein Ziegel- und Feldsteinbau.

## Geschichte
Hjordkær zählt zu den wenigen Kirchspielsgemeinden der Region, deren Grenzen sich in der frühen Neuzeit deutlich verändert haben. Während der Auseinandersetzungen um das Herzogtum Schleswig, zu welchem Hjordkær seit dessen Gründung gehört hatte, um 1411 wurde die Kirche in Süderenleben zerstört. Offenbar wurde sie zunächst nicht neu errichtet, die Bewohner hielten sich zu den Nachbarkirchen. Erst in den 1520er Jahren wurde die heutige Kirche am Nordrand von Hjordkær neu errichtet. Dabei erhielt das Kirchspiel einen neuen Zuschnitt: Der größte Teil von Norderenleben blieb bei Rise, dafür kamen im Westen Kassö vom Kirchspiel Hellevad und Tagholm vom Kirchspiel Ravsted hinzu, was den ungewöhnlichen Grundriss der Gemeinde erklärt.
Im Mittelalter hatten das Schleswiger Michaeliskloster, das Løgumkloster (dt. Lügumkloster), die zeitweise adeligen Güter Bolderslev (dt. Bollersleben), Karlswraa und Tørning (dt. Törning) und der Schleswiger Bischof Besitztümer in der Gemeinde. Die meisten wurden bereits vor der Reformation wieder landesherrlich. Der Bischofsbesitz in Hjordkær und Arsleben wurde endgültig 1586 verweltlicht, doch gehörte er bis 1702 zu einer besonderen Vogtei Kolstrup, welche den ehemaligen Bischofsbesitz im Raum Aabenraa vereinte.
Das Kirchspiel gehörte zum Rechtsbezirk der Riesharde und seit dem Spätmittelalter zum damaligen Kreis Apenrade. Tagholm gehörte allerdings zur Schluxharde und damit zum Kreis Tondern.
Nach der Annexion des Herzogtums Schleswig durch Preußen 1867 wurde Hjordkær in sieben Landgemeinden aufgeteilt: Kassö (mit Tagholm), Süderenleben (Sønder Ønlev), Jordkirch (Hjordkær), Söderup, Alsleben (Alslev), Nübel (Nybøl) und Arsleben (Årslev). Das Gebiet gehörte zum Kreis Apenrade, seit 1889 bildete der Amtsbezirk Bjolderup eine Zwischeninstanz.
Am 10. Februar 1920 stimmten bei der Volksabstimmung über die deutsch-dänische Grenze 510 Bürger für Dänemark und 154 für Deutschland. Nach der Eingliederung Nordschleswigs in den dänischen Staat wurde Hjordkær zu einer einheitlichen Kirchspielslandgemeinde zusammengefasst. Seit 1970 ist sie jedoch auf ihre evangelisch-lutherische Kirchenfunktion beschränkt. Damals wurde Hjordkær Teil der Rødekro Kommune, die ihrerseits 2007 in der neuen Aabenraa Kommune aufging.